# 小特洛伊·墨菲
小特洛伊·墨菲（日语： Troy Jr. Murphy，2002年11月12日—）是日本的職業籃球選手，出身於洛杉磯，現效力B聯賽的澀谷陽光搖滾，擔任得分後衛・小前鋒，至2023-24賽季為止，他的登錄名稱為トロイ・マーフィーJr.。

## 經歷
他出生於美國洛杉磯，母親家族具有日本血統，並且本人也擁有日本國籍。
在美國加州的多明尼克大學打了兩年NCAA比賽後，他休學並以指定球員的身份登錄至B.League的越谷阿爾法。
2023-24賽季，他作為指定球員效力於富山松雞，並在38場比賽中擔任先發球員。
他也入選了2024年度日本男子籃球代表隊的第一階段強化集訓名單。
2024年6月12日，他正式加入澀谷陽光搖滾，還參加了2025年B.League全明星的灌籃大賽。

## 來源
1. 1 2 3 4   (新闻稿). 澀谷陽光搖滾. 2024-06-12  [2025-04-18]. （原始内容存档于2024-11-16）.
2. 1 2  . 籃球之王. 2023-02-09  [2025-04-18].
3. ↑  . THE DIGEST. 2025-01-14  [2025-04-18]. （原始内容存档于2025-04-15）.

## 外部連結
- 小特洛伊·墨菲在B聯賽官網（日语）
- 小特洛伊·墨菲在Eurobasket.com（球員）（英语）
- 小特洛伊·墨菲在Proballers（英语）
- 小特洛伊·墨菲在RealGM（英语）